# Zbigniew Okulicki
Zbigniew Okulicki (ur. 17 lutego 1924 w Kielcach, poległ 8 lipca 1944 w walkach pod Osimo koło Ankony we Włoszech) – podporucznik, żołnierz 2 Korpusu Polskiego, odznaczony Virtuti Militari, syn gen. Leopolda Okulickiego ps. „Niedźwiadek”.

## Życiorys

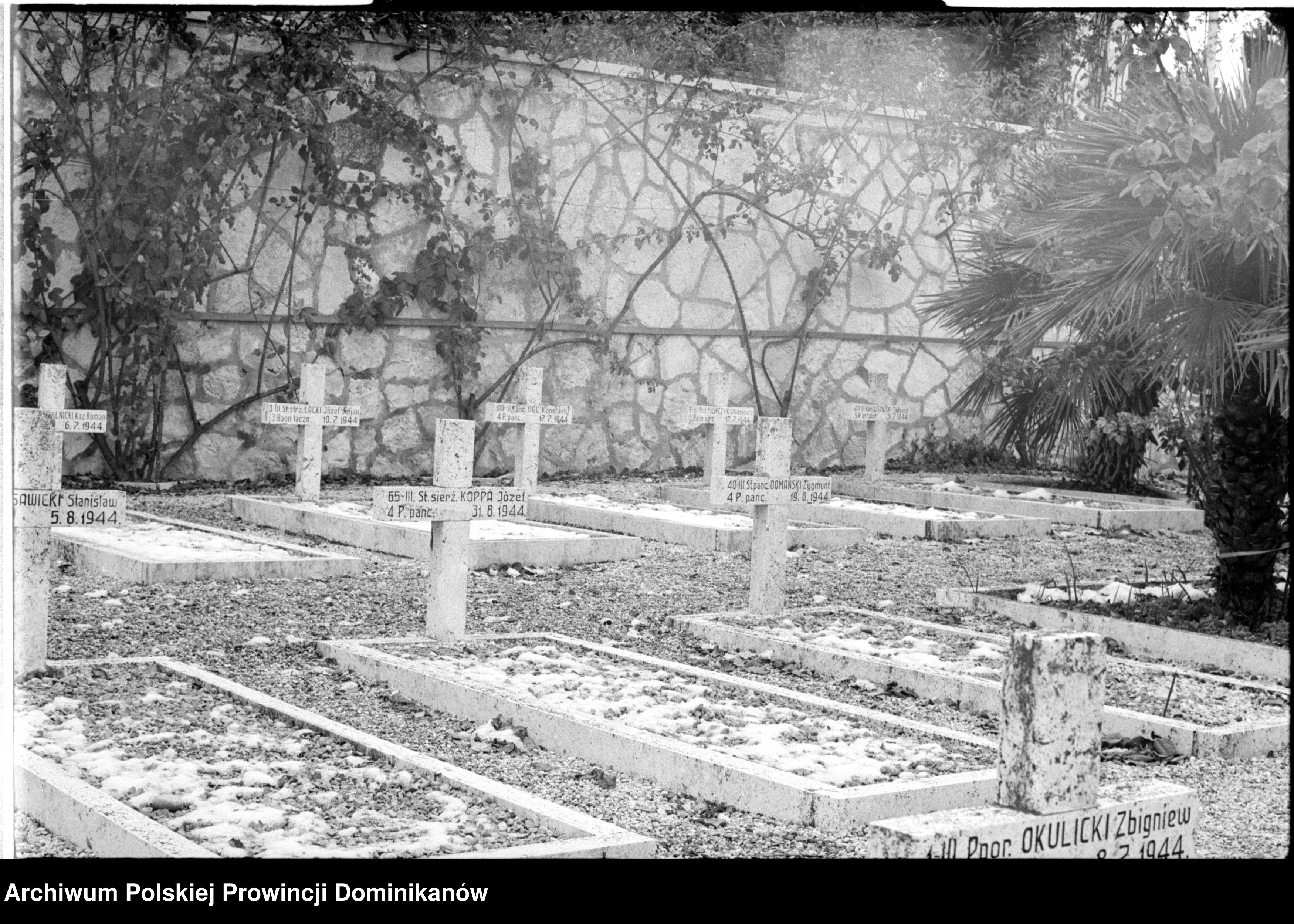
Grób Zbigniewa Okulickiego, żołnierza 2 Korpusu Polskiego, na cmentarzu w Loreto, Włochy

Urodził się jako jedyny syn Leopolda Okulickiego i Władysławy z Jabłońskich. Harcerz, sportowiec. Po klęsce 1939 razem z matką wydostał się z okupowanej przez Niemców hitlerowskich Polski przez Rumunię, Cypr do Wielkiej Brytanii. W Tel Awiwie ukończył polskie gimnazjum i podchorążówkę artylerii. Był żołnierzem 2. Korpusu Polskiego gen. Władysława Andersa. Sierżant podchorąży 1 pułku artylerii lekkiej w 3 Dywizji Strzelców Karpackich. Brał udział we wszystkich działaniach 2 Korpusu we Włoszech: od Sangro, pod Monte Cassino i nad Morzem Adriatyckim.
Poległ 8 lipca 1944 w walkach pod Osimo koło Ankony we Włoszech. Pośmiertnie awansowany do stopnia podporucznika i odznaczony srebrnym krzyżem Orderu Virtuti Militari.
Generał Leopold Okulicki dowiedział się o śmierci syna z depeszy w grudniu 1944.

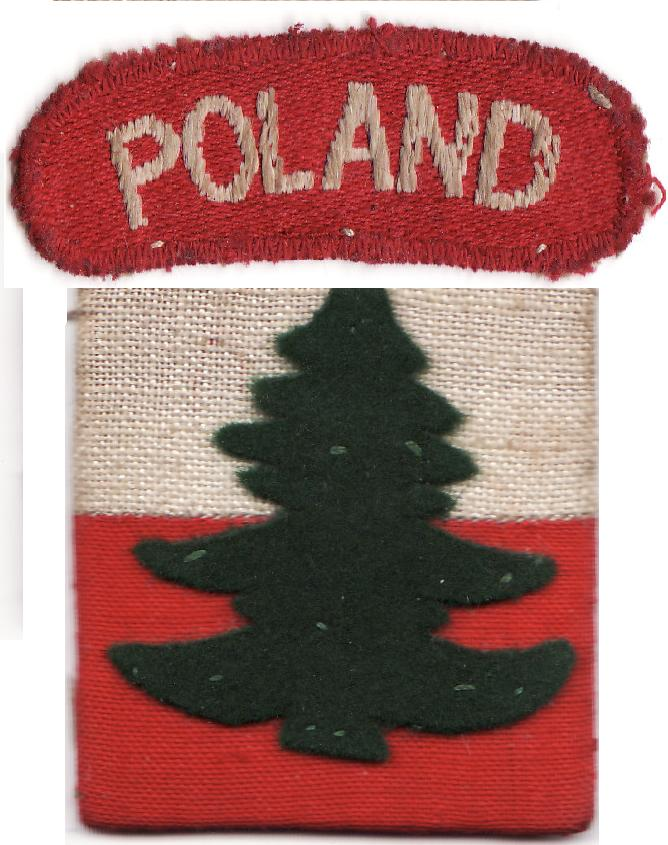
Oznaka rozpoznawcza 3 DSK

Pochowany na Polskim Cmentarzu Wojennym w Loreto.